# Decatur (Michigan)
Decatur è un villaggio degli Stati Uniti d'America, situato nello Stato del Michigan, nella contea di Van Buren.